# 托伊弗爾斯巴赫河 (加伯爾巴赫河支流)
49°34′45.23″N 9°8′32.36″E / 49.5792306°N 9.1423222°E

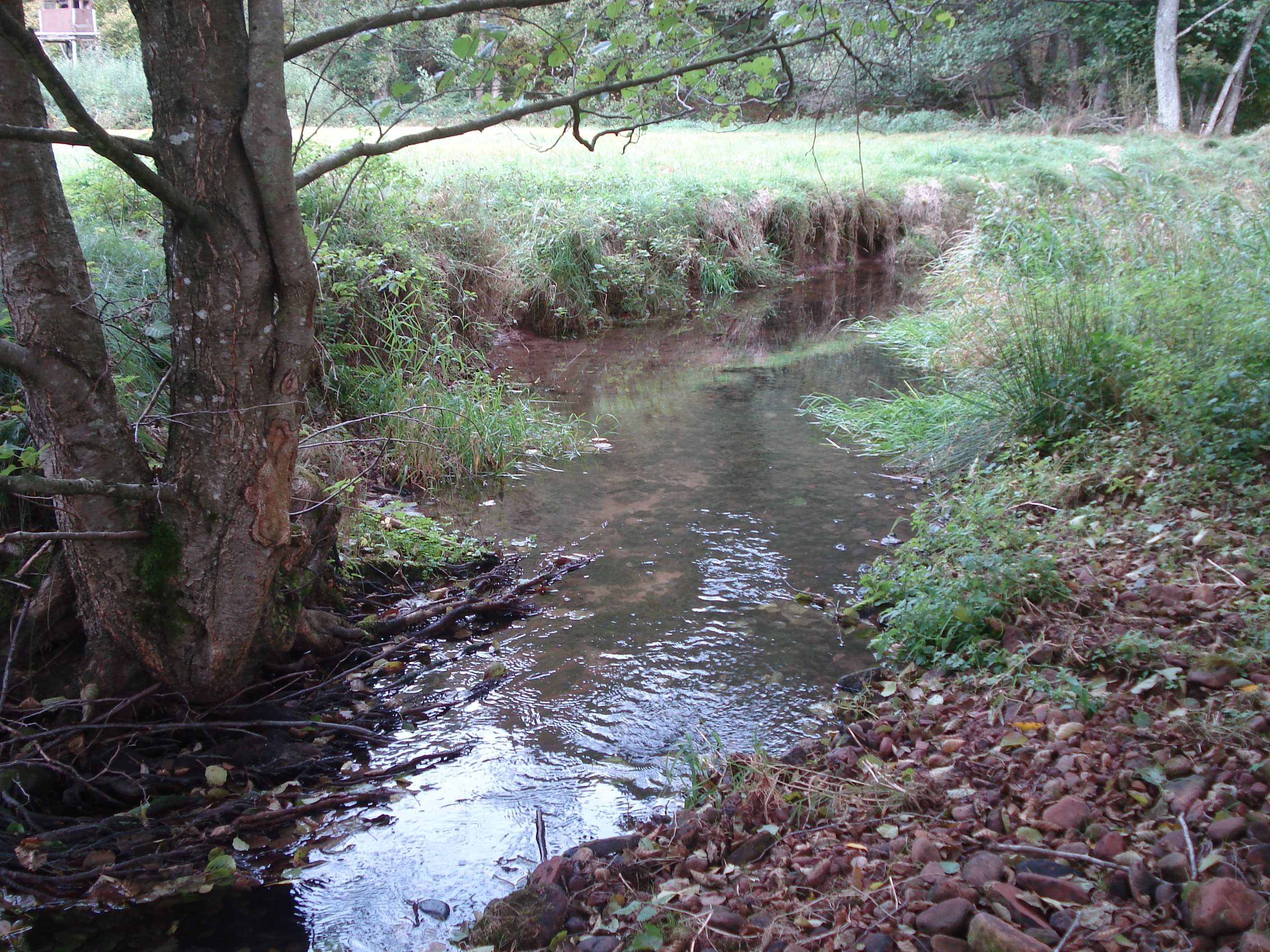

托伊弗爾斯巴赫河是德國的河流，位於該國東南部，由巴伐利亞負責管轄，屬於加伯爾巴赫河的右支流，河道全長6公里，流域面積16.4平方公里。